# Jean-Paul Escande
Pour les articles homonymes, voir Escande.
Jean-Paul Escande est un médecin et professeur français né le 5 mars 1939 à Brive-la-Gaillarde, en Corrèze. Il est spécialisé en dermatologie.

## Biographie
Jean Paul Escande est élève au lycée Georges-Cabanis de Brive-la-Gaillarde.
En 1956, il commence à Paris des études médicales qui vont faire de lui successivement un externe des hôpitaux de Paris en 1961, puis un interne des hôpitaux de Paris en 1963. Il devient chef de clinique à la faculté-assistant des hôpitaux en 1968 et professeur des universités médecin des hôpitaux de Paris en 1974. Il deviendra chef de service en 1983 et quittera les hôpitaux en 2007.
Dès le début de son internat, le Professeur Jean Hewitt lui propose une carrière de dermatologue et vénérologue. Il l'incite aussi à regarder du côté de la biologie. En 1970 il obtient un diplôme d'immunologie à l'Institut Pasteur. Il suit les cours des professeurs Marche, Marc Gentilini, Degos et Jean Bernard.
Escande choisit plus tard d'orienter l'activité de son service vers les maladies lourdes, en particulier le mélanome malin et le SIDA. Il est d'ailleurs connu pour être le premier médecin à être confronté à un cas de SIDA en France en octobre 1981.
À l'occasion d'un Congrès au Québec, en 1976, il rencontre René Dubos, qui travaille depuis 1927 dans le cadre de l'Institut Rockefeller devenu par la suite l'université Rockefeller. Ce dernier est le découvreur des antibiotiques, figure du monde de la santé. Par l'intermédiaire de René Dubos, il fait la connaissance de René Thom, Médaille Fields de mathématique, dont la « Théorie des catastrophes » appliquée à la biologie paraît aller dans le sens souhaité par Dubos pour donner à la biologie une plus grande dimension scientifique.
Jean-Paul Escande devient au même moment intime de Pierre Auger, père de « l'électron Auger » fondateur du Commissariat à l'énergie atomique et du Centre national d'études spatiales, le CNES.
Il travaille ensuite plus de quatre années avec le Professeur Gilbert Chauvet d'Angers dont la vision de « La vie dans la matière » complète et prolonge les apports de Dubos, Thom et Auger. Jean-Paul Escande développe dans son laboratoire de recherches une vision particulière du cancer, qui participe au renouvellement des approches en biologie.
En 2019, il sort de sa retraite à 80 ans et reprend du service au centre médico-chirurgical de sa ville natale de Brive-La-Gaillarde.

### Activités médiatiques
En 1975, il publie Les médecins. qui rencontre un certain succès auprès du grand public[réf. nécessaire].
Ses préoccupations pédagogiques vis-à-vis du grand public ont trouvé à se concrétiser à propos du dopage au cours des années 1990, qu'il remet en cause.
Dans les années 2010, il crée « Hippocrate à domicile. Les cours de Jean Paul Escande ».
Polémiste reconnu pour ses talents de vulgarisateur, Jean-Paul Escande a publié une quinzaine d'ouvrages.
Le producteur et animateur de radio et de télévision Jacques Chancel lui a consacré, le 1er octobre 1975, sur les ondes de France Inter, une émission de sa série d'entretiens radiodiffusés, Radioscopie.

## Œuvres
- Le Syndrome de Gougerot-Sjögren, L'Expansion scientifique française, coll « Monographies du Collège de médecine des hôpitaux de Paris », Paris, 1970, 104 p. [pas d'ISBN][7]
- Les Médecins, Bernard Grasset, Paris, 1975, 310 p.  (ISBN 2-246-00214-1)
- Les malades, Bernard Grasset, Paris, 1977, 248 p.  (ISBN 2-246-00433-0)
- L'homme de plus près (1976)
- Le jogging en dix leçons, Hachette, coll. « En 10 leçons », Paris, 1979, 158 p.  (ISBN 2-01-006021-0)
- La Deuxième cellule : recherches sur la maladie appelée cancer, Bernard Grasset, Paris, 1983, 301 p.  (ISBN 2-246-28531-3) – Constitué du texte remanié d'un séminaire tenu à Paris, Hôpital Tarnier, le 14 septembre 1982 et d'une communication présentée à la Société médicale des hôpitaux de Paris, le 28 janvier 1983.
- Mirages de la médecine, Albin Michel, Paris, 1987, 326 p.  (ISBN 2-226-03179-0)
- Le soleil est une fête, Édition n° 1, coll. « Santé à la une », Paris, 1992, 271 p.  (ISBN 2-87761-043-8)
- Lettre ouverte aux technocrates qui prennent l'hôpital pour une usine, Albin Michel, coll. « Lettre ouverte », Paris, 1993, 185 p.  (ISBN 2-226-06508-3)
- J'accuse Les marchands de peur, Calmann-Lévy, coll. « J'accuse », Paris, 1996, 214 p.  (ISBN 2-7021-2608-1)
- Jean-Paul et Claire Escande, Biologies de l'infection et du cancer, Éd. Institut Synthélabo pour le progrès de la connaissance, coll. « Les empêcheurs de penser en rond », Le PLessis-Robinson, 1997, 173 p.  (ISBN 2-908602-94-6)
- Médecin, relève-toi !, Albin Michel, Paris, 1998, 181 p.  (ISBN 2-226-09573-X)
- La vie, mystère et raison : traiter l'infection, traiter le cancer, Éd. Institut Synthélabo pour le progrès de la connaissance, coll. « Les empêcheurs de penser en rond », Le PLessis-Robinson, 1998, 167 p.  (ISBN 2-84324-069-7)
- Des cobayes, des médailles, des ministres : contre une course à l'expérimentation humaine, M. Milo, coll. « Mad Max Milo », Chevilly-Larue, 2003, 183 p.  (ISBN 2-914388-32-2)
- La mémoire troublée d'Arthur G., cadre stressé, Alvik Éditions, mars 2006, 164 p.  (ISBN 2914833474)
- Antimanuel de médecine, éditions Bréal, 2006  (ISBN 2749506301)